# 庆州站 (废站)
慶州站（：／ Gyeongju yeok */?）是中央線和東海線沿線交會的一座鐵路車站，位於韓國庆尚北道慶州市皇吾洞，於2021年末關閉。

## 歷史
- 1918年11月1日：落成啟用。
- 2016年12月30日：東海南部線编入东海本线，並迁至距起点站（釜山鎮站）109.0公里处[2][3]。
- 2021年12月28日：广域电铁东海线第二階段複線電氣化工程完工通車，東海線列車改停靠至新慶州站，本站隨之關閉停用。[1]

## 車站周邊
- 城東市場
- 天马塚
- 瞻星臺
- 半月城
- 慶州高速客運站（朝鲜语：경주고속터미널）
- 慶州城際客運站（朝鲜语：경주시외버스터미널）

## 相鄰車站
韓國鐵道公社
中央线
西慶州－慶州
東海線
東方－慶州－羅原